# Jefferson Market Courthouse
Das Jefferson Market Courthouse (auch: Jefferson Market Library, Spitzname: Old Jeff) war ursprünglich ein Gerichtsgebäude und beherbergt seit 1967 eine Zweigstelle der New York Public Library. Es wurde 1874–1877 von Frederick Clark Withers entworfen und liegt im New Yorker Stadtteil Greenwich Village an der Avenue of the Americas (6th Avenue) auf dem ehemaligen Grundstück des namensgebenden Jefferson Markets; Eigentümerin ist die Stadt New York. Markant ist der 52 m hohe Uhrenturm, der ursprünglich auch als Brandwache diente. Das Gebäude ist unter dem Namen Third Judicial District Courthouse seit November 1972 im National Register of Historic Places (NRHP) eingetragen. Im Dezember 1977 erhielt es den Status eines National Historic Landmarks.

## Geschichte
Das Jefferson Market Courthouse wurde von Frederick Clark Withers des Architekturbüros Withers & Vaux entworfen und gilt als Withers’ bekanntestes Werk. Withers war in England geboren und hatte dort seine Architektenausbildung abgeschlossen; 1853 emigrierte er in die Vereinigten Staaten und trat dem Büro Withers & Vaux bei, wo er schon an den Plänen für den Central Park in New York beteiligt gewesen war, bevor er den Auftrag für den Neubau des Jefferson Markets erhielt. Seine ersten Entwürfe lehnten sich sehr stark an den Wettbewerbsbeitrag des britischen Architekten William Burges für die Royal Courts of Justice (Königliche Gerichtshöfe) in London an. Obwohl Withers seinen Entwurf änderte, hielten Diskussionen über diese Ähnlichkeit auch nach Fertigstellung des Jefferson Market Courthouses an.
Es wurde auf einem dreieckigen Grundstück, das zwischen der Avenue of the Americas und der West 10th Street im Stadtteil Greenwich Village liegt, erbaut. Namensgeber ist der Jefferson Market, der bis 1873 auf diesem Grundstück bestand und der über einen hölzernen Feuerwachtturm verfügte. 1873 wurde die Neubebauung des frei gewordenen Grundstückes mit Backsteingebäuden beschlossen; neben dem Jefferson Market Courthouse waren auch eine Feuerwehrstation, ein Gefängnis und ein neues Marktgebäude Bestandteile dieser Neubebauung, deren Bau ungefähr 360.000 US-Dollar kostete – in diesem Betrag war das Architektenhonorar noch nicht enthalten. Das Gebäude wurde bei einer Architektenbefragung um 1880 unter die zehn schönsten Gebäude der USA gewählt.
Das Gebäude war Sitz des „Second district police courts“ (vergleichbar mit dem deutschen Amtsgericht) im Erdgeschoss und des „Third district civil courts“ (Bezirkszivilgericht) im ersten Stockwerk. Aufgrund der Nähe des Gerichtsgebäudes zum Theaterbezirk, in dem viele Verhaftungen stattfanden, war das Gericht bald so überlastet, dass es 1907 als erstes Gericht der Vereinigten Staaten ein Nachtgericht einrichtete. Ab 1929 wurden nur noch Verhandlungen gegen Frauen geführt, gleichzeitig wurden die weiteren Gebäude des Komplexes abgerissen und durch ein 10-stöckiges Frauengefängnis ersetzt. Nach einer Umstrukturierung der Bezirksgerichte im Jahr 1945 stand das Jefferson Market Courthouse ab 1946 leer, bevor es für kurze Zeit das Büro des US Census Bureaus und danach eine Polizeiakademie beherbergte.
Da sich die Aufteilung des Gebäudes für Regierungseinrichtungen als ungeeignet erwies, sollte es 1959 versteigert werden. Gegen diesen Verkauf gab es in der Bevölkerung massive Proteste, die schlussendlich dazu führten, dass das Jefferson Market Courthouse eine Zweigstelle der New Yorker Stadtbibliothek (New York Public Library) wurde. Der Erhalt des Courthouses stieß in der Bevölkerung von Greenwich Village auch auf Kritik: der Zeitgeist der 1950er-Jahre war eher für Neubauten als für den Erhalt alter Gebäude, für den Denkmalschutz gab es noch keine Gesetze. Die Initiative zum Erhalt des ehemaligen Gerichtsgebäudes wurde von Margot Gayle, Aktivistin und Denkmalschützerin, angeführt. Mit Unterstützung des damaligen Bürgermeisters New Yorks, Robert F. Wagner konnten bis 1963 Mittel in Höhe von 729.000 USD bereitgestellt werden. Nach umfassenden Renovierungsarbeiten, für die Giorgio Cavaglieri, ein im Denkmalschutz aktiver Architekt, zuständig war, öffnete die Jefferson Market Library am 27. November 1967. Bewohner von Greenwich Village setzten sich für den Abbruch des Frauengefängnisses ein, der 1973 umgesetzt wurde; das frei werdende Gelände wurde zu einem öffentlichen Park umfunktioniert.

### Bekannte Gerichtsverhandlungen
1906 wurde im Jefferson Market Courthouse die Untersuchungshaft für Harry K. Thaw ohne die Möglichkeit einer Kautionszahlung angeordnet, der in einem Restaurant im (alten) Madison Square Garden den Architekten Stanford White, den Geliebten seiner Frau Evelyn Nesbit, erschossen hatte. Nach zwei Gerichtsverhandlungen wurde Thaw als unzurechnungsfähig in das Matteawan State Hospital for the Criminally Insane in Beacon eingewiesen. Evelyn Nesbit hatte in der zweiten Verhandlung als Zeugin für ihren Mann ausgesagt und unter anderem erzählt, dass sie für White bereits im Alter von 15 Jahren immer in einer roten Samtschaukel habe posieren sollen. Der Fall sorgte für erhebliches Aufsehen und wurde 1955 als Das Mädchen in der Samtschaukel (Originaltitel: The Girl in the Red Velvet Swing) mit Joan Collins in der Hauptrolle verfilmt.
Die streikenden Frauen der Triangle Shirtwaist Factory, einer Kleidungsfabrik, in der überwiegend junge Frauen aus Einwandererfamilien beschäftigt waren, wurden vor das Nachtgericht des Jefferson Market Courthouse gestellt. Die Frauen streikten aufgrund der niedrigen Löhne, der langen Arbeitszeiten und der harten Arbeitsbedingungen in der Fabrik. Die Eigentümer der Fabrik engagierten Schläger, die die Streikposten angriffen und im Rahmen der Auseinandersetzungen, bei denen auch die Polizei einschritt, wurden die Frauen verhaftet und kamen vor das Nachtgericht. Die Arbeitgeber erhofften sich dadurch, die Frauen einzuschüchtern und den Streik zu beenden, da nachts üblicherweise Prostituierte vor Gericht erschienen. Die Arbeiterinnen der Triangle Shirtwaist Factory ließen sich davon jedoch nicht beeindrucken, führten ihren Streik fort und erreichten auch einige Verbesserungen. Die Arbeitsbedingungen änderten sich allerdings nicht ausreichend: am 25. März 1911 starben 146 Menschen bei einem Brand; sie konnten sich aus dem brennenden Gebäude nicht befreien, da während der Arbeitszeit die Türen abgeschlossen worden waren.

## Beschreibung

### Außen

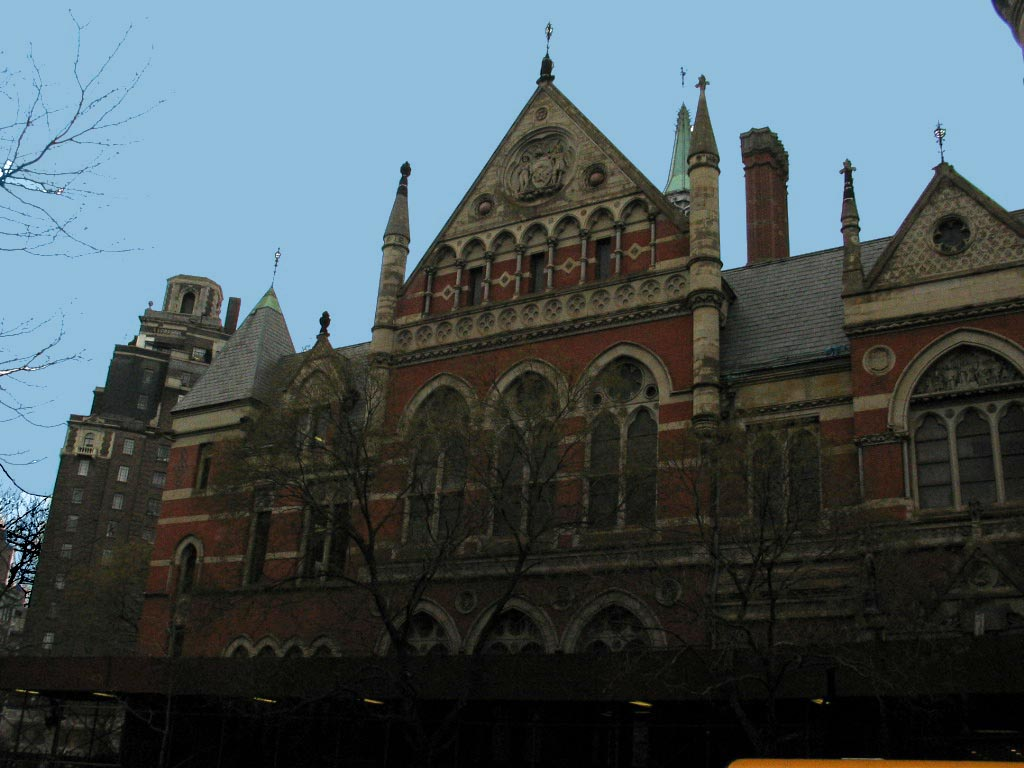
Die reichlich verzierte Fassade, die zur 6th Avenue zeigt; im Hauptgiebel das Siegel des Bundesstaates New York, ganz rechts über den drei Spitzbogenfenstern die Darstellung der Gerichtsszene aus dem Theaterstück „Der Kaufmann von Venedig“ von William Shakespeare.

Das Dreieck als Form des Grundstückes hat Withers auch im Grundriss des Gerichtstraktes berücksichtigt, indem dieser Teil der Bebauung aus zwei Gebäuden besteht, die dreieckig angeordnet wurden, indem das größere parallel zur 6th Avenue und das kleinere parallel zur West 10th Street ausgerichtet ist. Die Verbindung zwischen den beiden Gebäuden bildet der Uhren- und Glockenturm, der als Spitze dieses Dreieckes an die Ecke der Kreuzung beider Straßen gesetzt wurde. Auch innen sind sie durch ein Treppenhaus im Turm miteinander verbunden.
Das Jefferson Market Courthouse ist ein voll unterkellerter, eineinhalbstöckiger Backsteinbau, dessen Fassade von gelben Sandsteinbändern horizontal gegliedert ist. Die rote Backsteinfläche, die im flämischen Verband verlegt ist, ist mit Ornamenten aus schwarzen Ziegeln verziert. Vor den Gebäudesockel wurde an den Seiten, die zu einer Straße zeigen, weißer Granit gesetzt.
Das Jefferson Market Courthouse wurde im Gothic-Revival-Stil errichtet. Withers hatte bereits mehrere Kirchen im viktorianischen Gothic-Stil errichtet und orientierte sich dabei nach Vorbildern in Venedig, bzw. Norditalien. Nach und nach begann er damit, diesen Stil auch auf Profanbauten anzuwenden. Das Jefferson Market Courthouse zeigt Merkmale des Baustils beispielsweise in den detaillierten Steinschnitzereien an der Fassade, Spitzbogen-Fenstern, dem Maßwerk sowie mehreren Ecktürmen, Wasserspeiern und Fialen.
Das Dach des Gebäudes, das eine Vielzahl von Gauben vorweist, war ursprünglich mit Schiefer eingedeckt, der inzwischen durch eine graue Blechabdeckung ersetzt worden ist. Bei den Fenstern handelt es sich überwiegend um einflügelige Fenster, die Fensterbänke bestehen aus Granit. Daneben gibt es eine Zahl an teils mit Buntglas besetzten Spitzbogenfenstern.
Das Hauptportal des Gebäudes besteht aus einem Spitzbogen, in den eine moderne Eingangstür gesetzt wurde. In den Bogen über der Tür wurde ein Kreis mit dem ursprünglichen Namen „Third Judicial District Court House“ gesetzt. In einem Tympanon über den Fenstern oberhalb der Portalzone findet man ein Relief der Gerichtsszene aus Shakespeares Theaterstück „Der Kaufmann von Venedig“.

### Uhrenturm

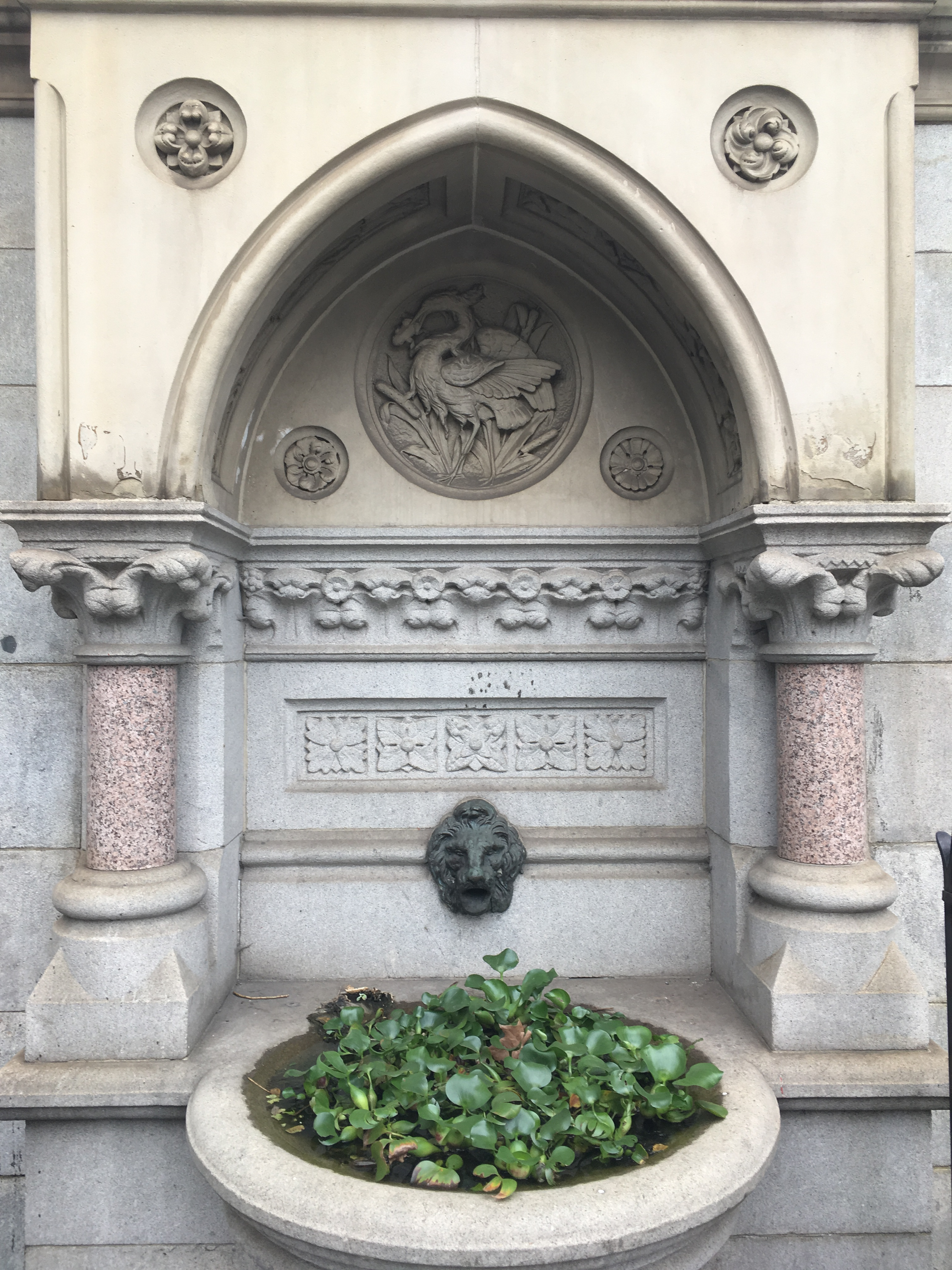
Der untere Teil des früheren Brunnens am Fuße des Glockenturms. Das Relief zeigt einen Pelikan, der als „lebenspendend“ charakterisiert wurde.

Der 52 Meter hohe Uhren- und Glockenturm ist bis zum ersten Geschoss mehreckig und wird dann bis zum viereckigen Uhrenaufsatz mit vier Zifferblättern rund weitergeführt; den Abschluss bildet ein Pyramidendach. Er ist reichlich verziert: die Fassade ist durch Granitbänder und Friese aus schwarzem Backstein horizontal unterteilt. Es gibt fünf Maßwerkfenster im ersten Stock, die mit Buntglas versehen und kleinen Giebeln bekrönt sind. Der Übergang vom runden Schaft zum viereckigen Uhrenaufsatz wurde optisch durch je eine auf einer Konsole sitzenden Abtreppung umgesetzt; Wasserspeier zieren die 4 Ecken des Aufsatzes.
In ungefähr 30 Metern Höhe gibt es eine rundumlaufende Plattform, auf der ursprünglich ein Wachmann nach Feuer in der Umgebung Ausschau hielt und im Falle eines Brandes die Feuerwehr und Anwohner mithilfe einer Glocke alarmierte, dabei konnte er die Glocke entweder mit einem Seil oder auch mit einem Hammer läuten. Plattform und Glockenstube sind über ein separates Treppenhaus erreichbar, dessen Eingang an der West 10th St liegt. Die ca. 5.400 Kilogramm schwere Feuerglocke wurde 1863 von Jones and Company aus Troy (New York) gegossen. Sie ist 6 Fuß (ca. 1,83 Meter) hoch und hat einen Durchmesser von 7 Fuß (2,13 Meter); Ende der 1990er Jahre wurde ihr Wert auf ungefähr 250.000 US-Dollar geschätzt. Auf der Innenseite findet sich eine Inschrift, die sich auf den Spanisch-Amerikanischen Krieg bezieht: „To Hell with Spain, Remember the Pain. J. D. Rose, Aug. 10, 1898“ (deutsch etwa: „Zur Hölle mit Spanien, erinnert Euch an die Qual.“). Mit der Verbreitung des Morsezeichens im späten 19. Jahrhundert ergaben sich effizientere Möglichkeiten, schnell Alarm zu schlagen, und die Glocke wurde nicht mehr genutzt. Ab 1995 setzten sich Anwohner dafür ein, die Glocke zu restaurieren. Das Unternehmen Elderhorst Bells aus Pennsylvania tauschte dabei zunächst den Bolzen, der die Glocke mit dem Turm verbindet, aus und stattete sie mit einem elektromagnetischen Klöppel aus, der durch ein Laptop gesteuert wird.
Am Fuß des Glockenturms befindet sich ein heute ausgetrockneter Zierbrunnen. Ein Medaillon zeigt einen Pelikan als lebenspendendes Symbol. Im Ziergiebel, der die Brunnenanlage bekrönt, befindet sich ein Relief, das „den erschöpften Reisenden“ (the weary traveler) zeigt.

### Innen
Material und Stil setzen sich im Innenbereich des Jefferson Market Courthouse fort: für die Wände wurden unter anderem Sandstein und Backsteine mit aufwändigen Ornamenten verwendet. Türen und Zargen, die teilweise mit hölzernen Ziergiebeln bekrönt sind, wurden schwarz gestrichen, die Spitzbogenfenster und Fenster des Glockenturmes wurden mit Glasmalereien versehen.
Das Gebäude hat neben dem Treppenhaus zur Aussichtsplattform des Turmes zwei weitere Treppenhäuser. Von der Eingangshalle gelangt man zu dem nördlichen Treppenhaus im Glockenturm Am südlichen Ende des Gebäudes befindet sich ein zweites Treppenhaus, dessen Treppe aus Beton ein schwarzes Eisengeländer vorweist. Außerdem wurde ein Aufzug eingebaut.
Die Eingangshalle ist mit einem Terrazzoboden ausgelegt, in dem Kupferstreifen ein Rautenmuster bilden. In den übrigen Fluren wurden Fliesen verlegt und in den Leseräumen liegt Parkett. Eine schwarze Stahl-Wendeltreppe führt vom Erdgeschoss in den Keller, in dem früher Häftlinge auf ihre Gerichtsverhandlung warteten. Im Keller befindet sich heute der sogenannte Reference Room der Bibliothek und wird von Backsteinmauern durchzogen, die durch Bögen unterbrochen werden.
Der Architekt Cavaglieri hatte sich vier Jahre lang auf die Renovierung und den Umbau des Jefferson Market Courthouse zu einer Bücherei vorbereitet. Das Gebäude erhielt er weitgehend auch bezüglich der Innenausstattung und ließ zum Beispiel die Fenster nach ihrem ursprünglichen Vorbild ersetzen. Neue Ausstattungen wie Klimaanlage, Aufzug und Bibliotheksausstattung fügte er im modernen Design hinzu. Seine größte Veränderung zum vorherigen Gerichtsgebäude war der Einbau eines Laufsteges, der durch den Lesesaal im ersten Geschoss den nördlichen mit dem südlichen Gebäudeteil miteinander verbindet. Der Gang ist für die Öffentlichkeit nicht freigegeben, sondern verbindet Personalräume miteinander.